# Schedefonteinkruid
Schedefonteinkruid (Potamogeton pectinatus, synoniem: Stuckenia pectinata) is een plant uit de fonteinkruidfamilie (Potamogetonaceae). De waterplant komt voor in ondiepe meren, in beken en in brakke riviermondingen en baaien. De plant is een kosmopoliet: de soort komt voor op alle continenten en in alle klimaatgebieden. De voortplanting gebeurt zowel seksueel via zaden als aseksueel via wortelknolletjes. Deze knolletjes worden aan het eind van de zomer geproduceerd en ontspruiten in het voorjaar. In gevestigde populaties vindt voortplanting hoofdzakelijk aseksueel, dus via wortelknolletjes plaats. Omdat schedefonteinkruid vaak drijvende bladeren heeft kan de plant goed gedijen in troebel water en is daarom bestand tegen eutrofiëring. De soort kan in hoge dichtheden voorkomen en de lange smalle bladeren kunnen dan problemen opleveren voor motorboten.

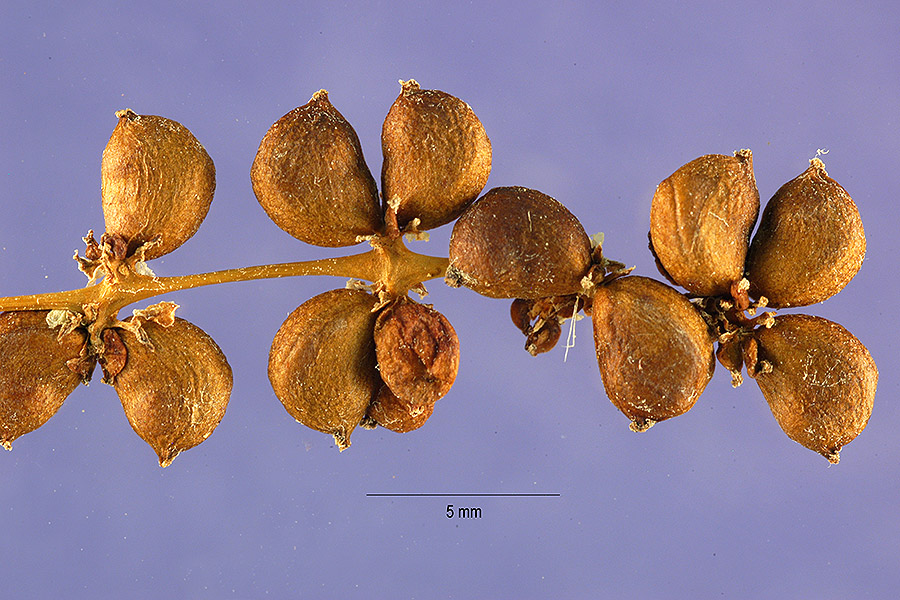
Zaden

## Voedsel voor watervogels
Schedefonteinkruid is een belangrijke voedselplant voor watervogels. De bladeren en zaden worden veel gegeten door meerkoet, wilde eend en knobbelzwaan. De wortelknolletjes in de waterbodem vormen een belangrijke voedselbron voor de kleine zwaan tijdens de migratie. In Nederland foerageren in oktober grote aantallen kleine zwanen op de knolletjes van schedefonteinkruid in het Lauwersmeer en in iets mindere mate in de Veluwerandmeren.

## Namen in andere talen
- Duits: Kamm-Laichkraut
- English: Fennel Pondweed, Sago Pondweed
- Frans: Potamot pectiné, Potamot à feuilles pectinées